# Metro van Nanchang
De metro van Nanchang is een vorm van openbaar vervoer in de Chinese miljoenenstad Nanchang. Vier lijnen met 114 stations (waarvan acht met overstapmogelijkheden) op een traject van 163 km werden sinds eind 2015 in gebruik genomen.

## Lijnen
| Lijn | Eindbestemmingen                      | Geopend    | Lengte  | Stations |
| ---- | ------------------------------------- | ---------- | ------- | -------- |
| 1    | Changbei Airport - Maqiu              | 2015, 2025 | 49,8 km | 34       |
| 2    | Nanlu - Nanchang East Railway Station | 2017, 2025 | 45,1 km | 37       |
| 3    | Jingdong Avenue - Yinsanjiao North    | 2020       | 28,5 km | 22       |
| 4    | Yuweizhou - Baimashan                 | 2021       | 39,6 km | 29       |

## Tarieven
Nanchang Rail Transit hanteert kilometertarieven in functie van trajectlengte met minimaal 2 yuan voor elke afstand tot en met 6 kilometer, en hogere tarieven voor langere afstanden. Daarnaast zijn er kortingen en vrijstellingen voor specifieke bevolkingsgroepen en leeftijdscategorieën.

## Ligging in stad

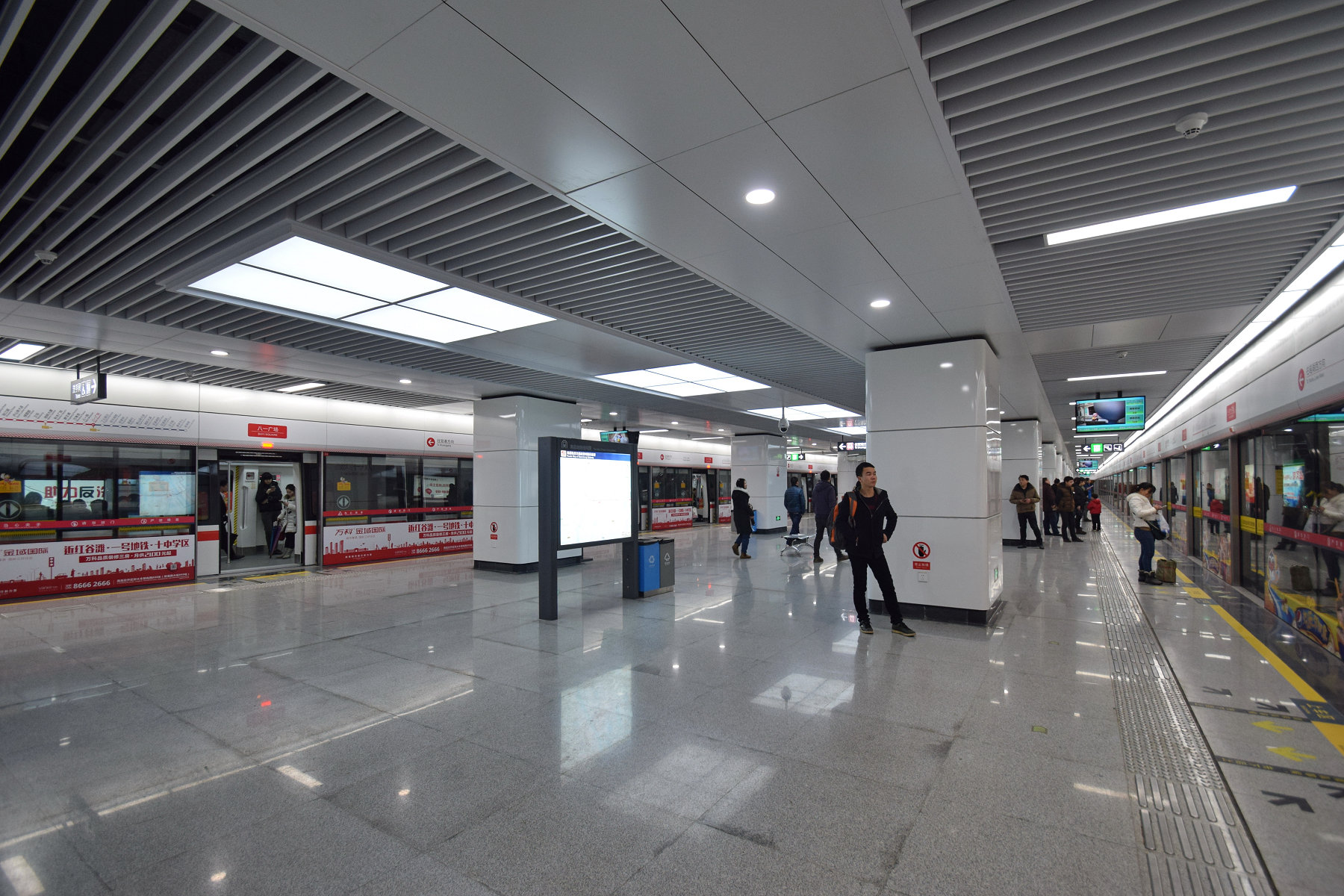

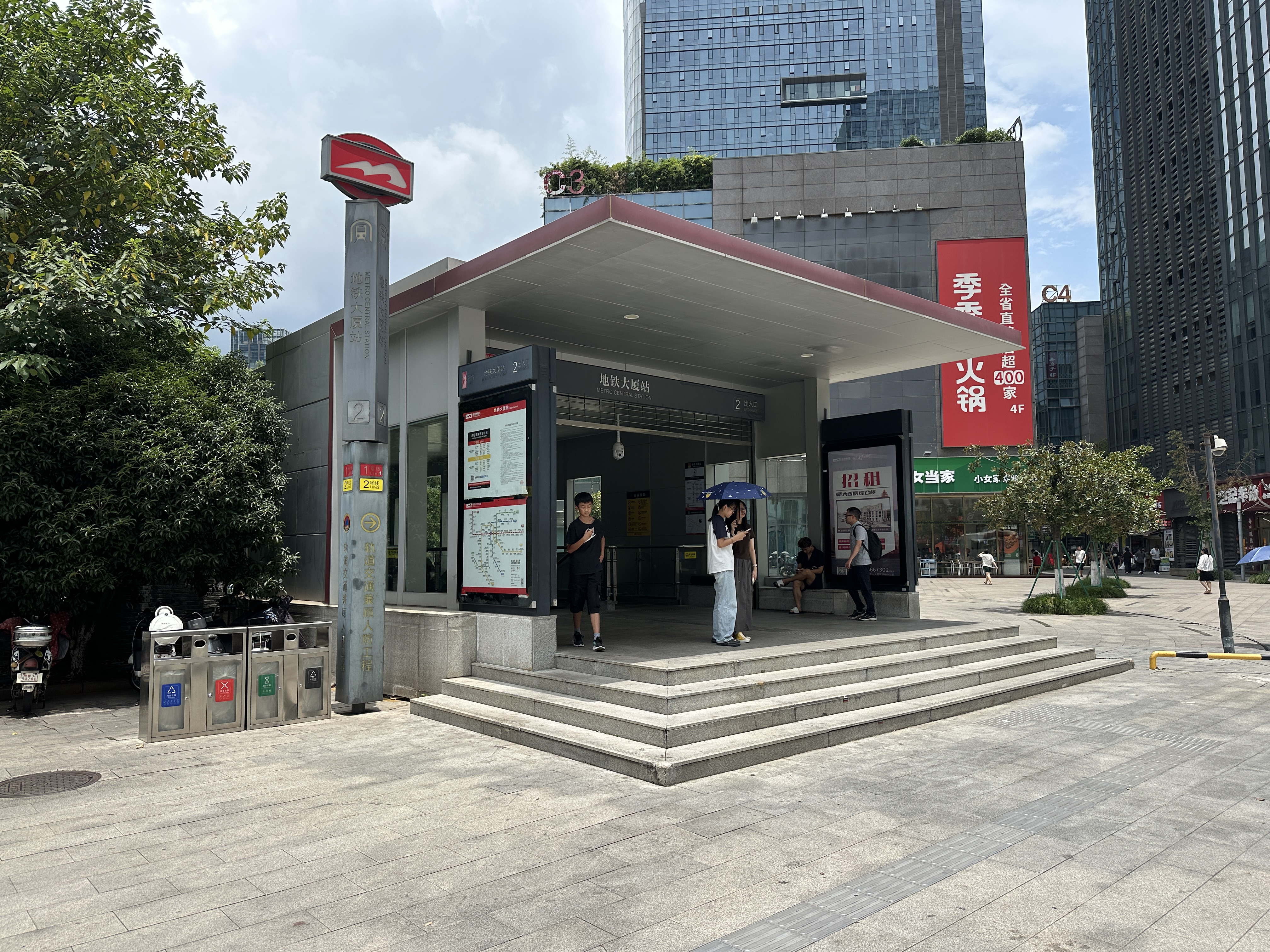